# Minoru Suzuki

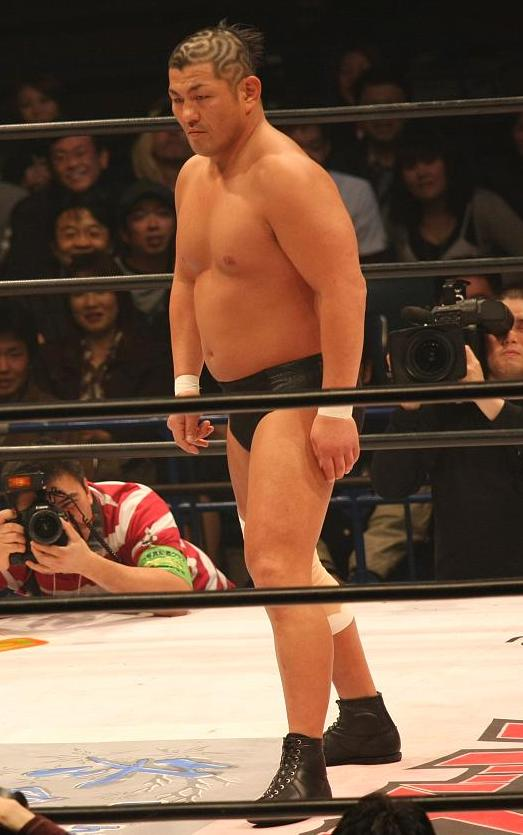
Minoru Suzuki.

Minoru Suzuki (Yokohama, 17 de junho de 1968), é um lutador japonês de wrestling profissional e de artes marciais misturadas, sendo o criador da empresa Pancrase, uma das mais populares em seu país. Seu atual recorde no MMA é 27-20.